# Platja de Sota d'en Navata
La platja de Sota d'en Navata és una platja natural del municipi de Colera (Alt Empordà) situada a la badia de Garbet, entre la platja de Garbet i la platja del Borró, al peu d'un penya-segat. Té una longitud e 90 m, de graves i còdols. S'hi accedeix a peu baixant uns 150 m des de la carretera N-260.